# 영수증을 보여줘
《영수증을 보여줘》는 TV조선에서 방송된 예능 프로그램이다.